# Río Deseado
Pour les articles homonymes, voir Deseado.
Le río Deseado est un fleuve argentin qui coule dans la province de Santa Cruz.

## Géographie
Le fleuve nait de la fonte de glaciers de la région du lac Buenos Aires au nord-ouest de la province, dans la zone andine. Il court pendant 615 kilomètres  avant d'atteindre la côte atlantique. Sa direction générale est le sud-est. Pendant sa course ses eaux sont largement utilisées pour l'irrigation. Parmi ses tributaires, il y a le río Pinturas et le río Fénix Chico, dont une partie des eaux alimente le grand lac Buenos Aires.
Sur son parcours, la rivière disparait parfois sous les terres arides de la Patagonie, pour réapparaitre plus loin, avant d'atteindre Puerto Deseado sur la côte, où son estuaire (la ría Deseado) forme un port naturel en eaux profondes. Étant donné l'importance biologique de cet estuaire, il a été déclaré Reserva Natural Provincial.

## Débit
Il n'existe pas de station hydrométrique le long du cours du río Deseado, ce qui rend difficile la description hydrologique du fleuve. 

Les crues se produisent en fin de printemps et au début de l'été, à la suite de la fonte des neiges. 

En utilisant certaines données récoltées dans les années 1950, on estime le débit annuel moyen du fleuve à environ 5 m3/s, du moins là où il circule en surface.